# John Kuester
John Dewitt Kuester jr. (Richmond, 6 febbraio 1955) è un ex cestista e allenatore di pallacanestro statunitense, professionista nella NBA.

## Carriera
Venne selezionato dai Kansas City Kings al terzo giro del Draft NBA 1977 (53ª scelta assoluta).